# クローバー (芸能事務所)
株式会社クローバーは、東京都目黒区に本部を置く芸能事務所。
エンターテインメント事業における出演者、脚本家、及び制作者のマネージメントを手がけていたが、2023年現在は企業としての解散自体はしていないものの事業活動が確認できない。

## かつて所属していたタレント
- 今井康揮
- 金井勇太（現所属：テアトル・ド・ポッシュ）
- 黒木辰哉
- 梛木美佳
- 華子
- 三浦アキフミ
- 守谷勇人（現所属：チーズfilm）
- 山田健太